# Roques de Sant Formatge
Les Roques de Sant Formatge és una muntanya de 174 metres que es troba al municipi de Seròs, a la comarca catalana del Segrià.